# Bossy (Lindsay Lohan)
Bossy è un singolo della cantante statunitense Lindsay Lohan, pubblicato il 27 maggio 2008.

## Descrizione
Il brano è stato scritto dal cantautore R&B statunitense Ne-Yo, che inizialmente sembrava scettico all'idea di lavorare per la Lohan, avendo prodotto brani per stelle del pop come Rihanna, Céline Dion, Anastacia e Janet Jackson ma poi si è lui stesso definito stupito dall'ottimo lavoro fatto dalla cantante e ha confessato in un'intervista che il nuovo album di Lindsay rivelerà alla gente tutto il suo talento.

## Video musicale
Un videoclip della canzone avrebbe dovuto essere girato a Los Angeles con direttrice Melina (Jennifer Lopez, Katy Perry, Christina Aguilera) ma alla fine Lindsay e la casa discografica hanno deciso di comune accordo di lasciare che Bossy fosse solo un singolo promozionale e di conseguenza di non girare un video.